# Nai
Nai (alt. Ne) är den cypriotiska artisten Anna Vissis album som kom ut år 1980.

## Låtlista
1. Oso Exo Foni
2. To Xero Tha Ertheis Xana
3. Den Eimai Monaxi
4. Klais Esi Kai Pono
5. M'agapouses Kapou Kapou
6. Gi'afto Sou Leo Mi
7. Ti Me Rotas
8. Milise Mou
9. Na I Zoi
10. Ma De Fovamai
11. Kaigetai O Kosmos Kaigetai
12. Xanazo
13. Methismeni Politeia